# Мікі Ліукконен
Мікі Матіас Югані Ліукконен (фін. Miki Matias Juhani Liukkonen; 8 липня 1989, Оулу — 4 липня 2023, Гельсінкі) ― фінський прозаїк, поет та музикант. Окрім літературної діяльності, мав своє ток-шоу на телебаченні (Miki Liukkonen, sivullinen) і радіо (Miki Liukkosen maailma) та грав на гітарі у рок-гурті The Scenes.

## Ранне життя
Мікі Ліукконен народився й виріс у фінському місті Оулу. Він відвідував клас візуальних мистецтв у школі і розповідав, що спершу хотів бути фотографом. У 2009 році він вступив до музичного ліцею, а по завершенню навчання жив як вільний письменник і вважався талановитим, своєрідним та богемним. Згодом він переїхав до Гельсінкі.

## Карʼєра
Перша поетична збірка Ліукконена Valkoisia runoja («Білі вірші») вийшла у 2011 році у видавництві WSOY. Вона отримала гарні відгуки і була номінована на літературну премію від фінської газети Helsingin Sanomat. Друга збірка віршів, Elisabet, вийшла у 2012 році; однойменний вірш із неї Ліукконен присвятив померлій матері. Окрім цього, вірші Ліукконена були надруковані у кількох поетичних антологіях.
Дебютний роман Мікі Ліукконена, Lapset auringon alla («Діти під сонцем»), був опублікований у 2013 році і був номінований на премію Рунеберга. У 2014 році під час фестивалю в Оулу відбулася премʼєра пʼєси-монолога Tornado. У 2015 році виходить третя поетична збірка Ліукконена Raivon historia («Історія гніву»).
Другий роман Мікі Ліукконена, O, був виданий у 2017 році і став номінантом на премію Finlandia. Третій його роман, Hiljaisuuden mestari («Майстер тиші»), виходить у 2019 році. У 2021 році був опублікований четвертий роман Ліукконена, Elämä: Esipuhe («Життя: Передмова»), як у звичайній, так і у нескороченій письменницькій версії.
Пʼятий роман письменника, Vierastila («Гостьовий простір»), був опублікований посмертно у вересні 2023 року. Він також був номінований на премію Finlandia у галузі художньої літератури й став переможцем голосування публіки, адже, згідно з правилами премії, можна номінувати й твори померлих письменників.

## Приватне життя
Коли Ліукконену було 18, його мати померла від раку грудей, на який хворіла протягом семи років. Втім, Мікі страждав від тривожності ще до її хвороби.
У травні 2022 року Ліукконен заручився зі співачкою Behm, але пара розлучилася навесні 2023 року.
Письменник мав проблеми з алкоголем, а також страждав від тривожності та депресії. Пізніше у нього був діагностований межовий розлад особистості, для лікування якого було необхідно продовжити психотерапію. Ліукконен мав самостійно шукати собі терапевта, адже фінська установа соціального страхування не погодила йому компенсацію психотерапії, тому що від останнього періоду психотерапії, яка не допомогла, ще не пройшло пʼять років .
У 2020 році Ліукконен повністю відмовився від алкоголю.
У 2023 році Ліукконену було призначено багато ліків від психозу, депресії, тривожності та знеболювальних ліків, хоча у минулому той неодноразово намагався вкоротити собі віку саме за допомогою медичних препаратів. У квітні 2023 року Мікі знову намагався накласти на себе руки і потрапив до лікарні через передозування медикаментами, але й тоді йому не надали відповідного догляду. 4 липня 2023 року Ліукконен вчинив самогубство.
Поховальна церемонія Мікі Ліукконена відбулася у кафедральному соборі Оулу 29 липня 2023 року.

## Твори

### Поетичні збірки
- Valkoisia runoja («Білі вірші»). Helsinki: WSOY. 2011. ISBN 978-951-0-38368-1.
- Elisabet. Helsinki: WSOY. 2012. ISBN 978-951-0-39273-7.
- Raivon historia («Історія гніву»). Helsinki: WSOY. 2015. ISBN 978-951-0-41143-8.

### Романи
- Lapset auringon alla («Діти під сонцем»). Helsinki: WSOY. 2013. ISBN 978-951-0-39875-3.
- O. Helsinki: WSOY. 2017. ISBN 978-951-0-42088-1.
- Hiljaisuuden mestari («Майстер тиші»). Helsinki: WSOY. 2019. ISBN 978-951-0-43181-8.
- Elämä: esipuhe («Життя: передмова»). Helsinki: WSOY. 2021. ISBN 978-951-0-45092-5.
- Vierastila («Гостьовий простір»). Helsinki: WSOY. 2023. ISBN 978-951-0-48546-0.

### Пʼєси
- Tornado, сценарій пʼєси-монологу (Режисер: Оссі Коскелайнен)[25]

### Дискографія (у складі The Scenes)
- Images of Animals Crying in Public  (Sound of Finland, 2013)
- Beige (Sound of Finland, 2014)
- Sex, Drugs and Modern Art (2016)